# Monti Bighorn
I Monti Bighorn (in inglese Bighorn Mountains o anche Big Horn Mountains) sono una catena montuosa del nord-ovest degli Stati Uniti che si estende a semiarco da sud verso nord-ovest principalmente nella parte settentrionale dello stato del Wyoming e in quella meridionale dello stato del Montana. L'ampio bacino del fiume Bighorn li separa ad ovest dall'Absaroka Range e dalle Montagne Rocciose. È questo il regno delle pecore Bighorn che danno il nome sia ai monti che al fiume che scorre in quella regione.

## Descrizione
Al pari delle Montagne Rocciose, dal punto di vista geologico i Monti Bighorn si sono formati circa 70 milioni di anni fa durante l'orogenesi laramide. Le rocce esposte sono tutte sedimentarie e vanno dal tardo Cambriano al Cretaceo inferiore. Sebbene la forma della superficie si sia modellata durante l'era glaciale, oggi l'unico ghiacciaio dei Monti Bighorn ancora attivo è il Cloud Peak Glacier che si trova sul versante orientale del Cloud Peak. Le montagne sono caratterizzate prevalentemente da vegetazione boschiva, con estesi boschi di conifere nelle quote più elevate, mentre nelle zone più basse e riparate ci sono pendii boscosi dove prevale la presenza del pioppo tremulo americano. Nelle stagioni calde, magnifici fiori di campo ricoprono l'intera zona.
La catena si estende per circa 320 km a nord delle Grandi pianure ed è delimitata dai bacini del Bighorn River a ovest e del Powder River a est. Con i suoi 4.013 metri di altezza, il monte più elevato è il Cloud Peak che si trova nella parte centrale della catena che vanta anche una dozzina di altre cime con quote superiori ai 3.000 metri. Sotto l'aspetto idrologico, diversi fiumi e torrenti hanno le loro sorgenti sul versante orientale dei Monti Bighorn. Di questi i più importanti sono il Little Bighorn (222 km) che è un tributario del fiume Bighorn, mentre il Powder (604 km) e il Tongue (426 km) sono due dei principali affluenti del fiume Yellowstone.

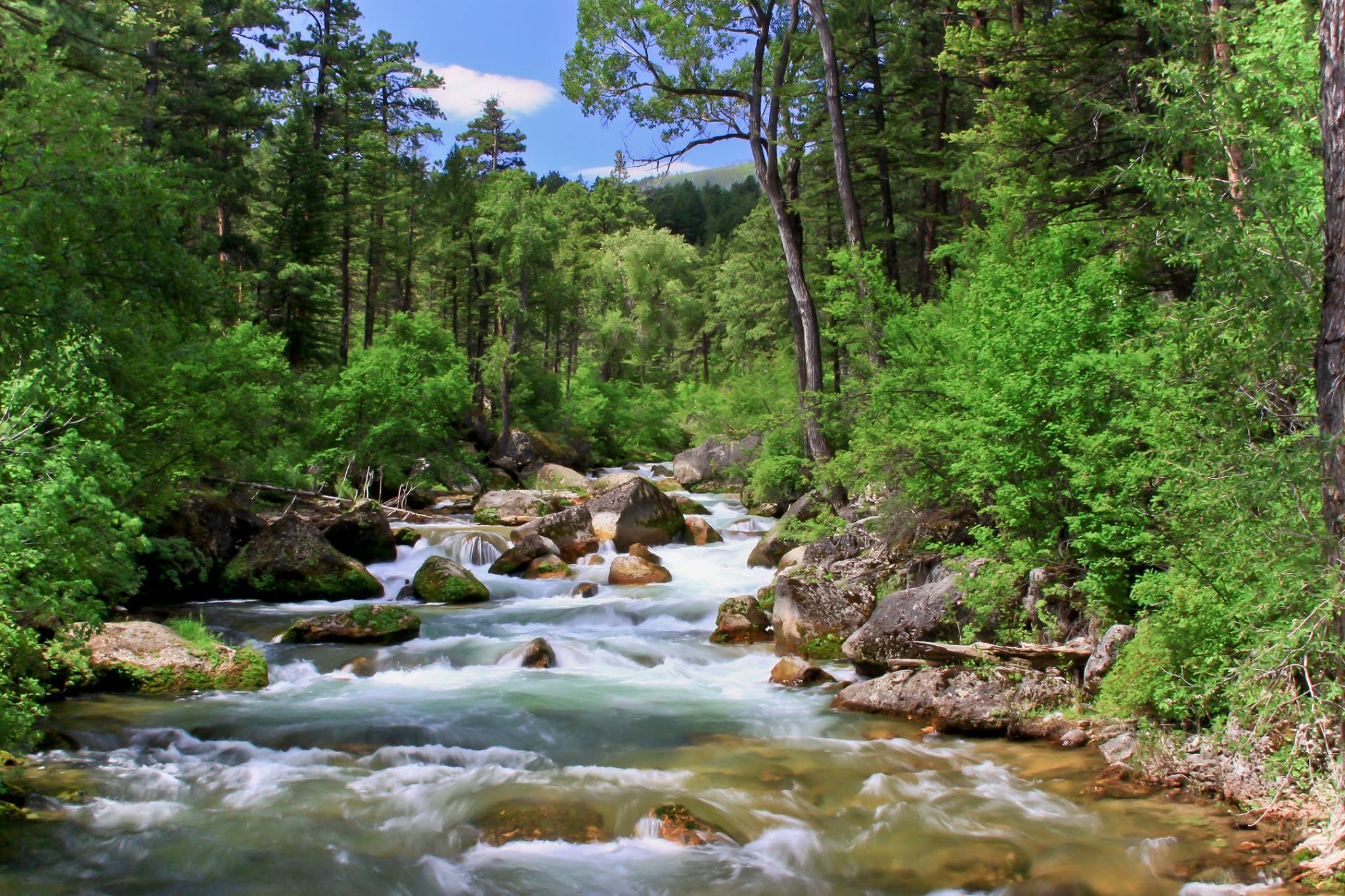
Uno scorcio della Bighorn National Forest con uno dei tanti torrenti che vi scorrono all'interno.

La bellezza paesaggistica dei Monti Bighorn è esaltata dalla presenza di tre aree protette: la Bighorn National Forest, istituita nel 1897 copre una superficie di 4.500 km² ed è una delle più antiche zone forestali protette degli Stati Uniti; la Cloud Peak Wilderness, istituita nel 1984 si estende intorno al Cloud Peak per preservare la parte più selvaggia dei Monti Bighorn e, infine, la Bighorn Canyon National Recreation Area, un'area ricreativa istituita nel 1966 che attraversa il cuore della riserva indiana dei Crow e offre ai visitatori un paesaggio di straordinaria e incontaminata bellezza.
Queste aree protette sono facilmente raggiungibili grazie a una efficiente rete di collegamenti stradali. Sono tre, infatti, le highways panoramiche che attraversano i Monti Bighorn. A sud corre la U.S. Route 16 che partendo da Rapid City (Sud Dakota) porta all'ingresso orientale dello Yellowstone National Park in Wyoming. A nord invece c'è la U.S. Route 14 che attraversa la Bighorn National Forest per poi sdoppiarsi nella U.S. Route 14A il cui capolinea occidentale nell'ultimo tratto si collega con quello della U.S. Route 16 prima di giungere all'ingresso dello Yellowstone National Park.
Per il loro eccezionale interesse turistico, tutte e tre le highways che attraversano i Monti Bighorn, sono designate Scenic Byways dal servizio forestale degli Stati Uniti e dallo Stato del Wyoming.